# Šenit
Šenit je mineral iz skupine sulfata. Dvosol (dvostruka sol) je kalija s magnezijem. Po kemijskom sastavu dvostruki je sulfat kalija i magnezija, K2Mg(SO4)2  ·  6 H2O 
Nalazi se u štasfurtskim solima koje su nastale taloženjem iz nekadašnjeg mora, u čijim mineralima mnogi sadržavaju magnezij (karnalit, kainit, kizerit, šenit).